# Dvory (district de Nymburk)
Pour les articles homonymes, voir Dvory.
Dvory (en allemand : Höfen) est une commune du district de Nymburk, dans la région de Bohême-Centrale, en République tchèque. Sa population s'élevait à 560 habitants en 2020.

## Géographie
Dvory se trouve à 4,5 km au nord-ouest de Nymburk et à 43 km à l'est-nord-est de Prague.
La commune est limitée par Krchleby au nord, par Všechlapy au nord-est, par Nymburk au sud-est, par Kamenné Zboží au sud, et par Čilec à l'ouest.

## Histoire
La première mention écrite de la localité date de 1553.

## Administration
La commune se compose de deux quartiers :
- Dvory
- Veleliby

## Transports
Par la route, Dvory se trouve à 5 km de Nymburk et à 56 km du centre de Prague.